# Benoît Brunet
Benoît Brunet (Kanada, Québec, Pointe-Claire, 1968. augusztus 24. –) kanadai profi jégkorongozó.

## Karrier
Komolyabb junior karrierjét a QMJHL-es Hull Olympiquesban kezdte 1986-ban és 1988-ig játszott itt. Legjobb szezonjában 62 mérkőzésen 143 pontot szerzett. A Montréal Canadiens választotta ki az 1986-os NHL-drafton a második kör 27. helyén. 1988-ban kezdte meg a felnőtt karrierjét az AHL-es Sherbrooke Canadiens ahol 73 mérkőzésen 117 pontot szerzett. Még ebben a szezonban felhívták az NHL-be a Canadiensbe. A következő szezont csak a Sherbrooke Canadiensben töltötte el. 1990–1991-ben játszott az AHL-es Fredericton Canadiens és a montreali csapatban. A következő szezon is így telt. Ezután 2002-ig egy apró megszakítással csak a Montreal Canadiensben játszott. 1993-ban Stanley-kupát nyert. 2001-02-ben a Dallas Starshoz került majd még ebben a szezonban játszott az AHL-es Utah Grizzliesben és az Ottawa Senatorsban. 2002-ben visszavonult.

## Karrier statisztika
| 1986–1987         | Hull Olympiques       | QMJHL             | 60  | 43  | 67  | 110 | 105 | 6  | 7  | 5  | 12 | 8  |
| 1987–1988         | Hull Olympiques       | QMJHL             | 62  | 54  | 89  | 143 | 131 | 10 | 3  | 10 | 13 | 11 |
| 1988–1989         | Sherbrooke Canadiens  | AHL               | 73  | 41  | 76  | 117 | 95  | 6  | 2  | 0  | 2  | 4  |
| 1988–1989         | Montréal Canadiens    | NHL               | 2   | 0   | 1   | 1   | 0   | —  | —  | —  | —  | —  |
| 1989–1990         | Sherbrooke Canadiens  | AHL               | 72  | 32  | 35  | 67  | 82  | 12 | 8  | 7  | 15 | 20 |
| 1990–1991         | Fredericton Canadiens | AHL               | 24  | 13  | 18  | 31  | 16  | 6  | 5  | 6  | 11 | 2  |
| 1990–1991         | Montréal Canadiens    | NHL               | 17  | 1   | 3   | 4   | 0   | —  | —  | —  | —  | —  |
| 1991–1992         | Fredericton Canadiens | AHL               | 6   | 7   | 9   | 16  | 27  | —  | —  | —  | —  | —  |
| 1991–1992         | Montréal Canadiens    | NHL               | 18  | 4   | 6   | 10  | 14  | —  | —  | —  | —  | —  |
| 1992–1993         | Montréal Canadiens    | NHL               | 47  | 10  | 15  | 25  | 19  | 20 | 2  | 8  | 10 | 8  |
| 1993–1994         | Montréal Canadiens    | NHL               | 71  | 10  | 20  | 30  | 20  | 7  | 1  | 4  | 5  | 16 |
| 1994–1995         | Montréal Canadiens    | NHL               | 45  | 7   | 18  | 25  | 16  | —  | —  | —  | —  | —  |
| 1995–1996         | Fredericton Canadiens | AHL               | 3   | 2   | 1   | 3   | 6   | —  | —  | —  | —  | —  |
| 1995–1996         | Montréal Canadiens    | NHL               | 26  | 7   | 8   | 15  | 17  | 3  | 0  | 2  | 2  | 0  |
| 1996–1997         | Montréal Canadiens    | NHL               | 39  | 10  | 13  | 23  | 14  | 4  | 1  | 3  | 4  | 4  |
| 1997–1998         | Montréal Canadiens    | NHL               | 68  | 12  | 20  | 32  | 61  | 8  | 1  | 0  | 1  | 4  |
| 1998–1999         | Montréal Canadiens    | NHL               | 60  | 14  | 17  | 31  | 31  | —  | —  | —  | —  | —  |
| 1999–2000         | Montréal Canadiens    | NHL               | 50  | 14  | 15  | 29  | 13  | —  | —  | —  | —  | —  |
| 2000–2001         | Montréal Canadiens    | NHL               | 35  | 3   | 11  | 14  | 12  | —  | —  | —  | —  | —  |
| 2001–2002         | Montréal Canadiens    | NHL               | 16  | 0   | 2   | 2   | 4   | —  | —  | —  | —  | —  |
| 2001–2002         | Dallas Stars          | NHL               | 32  | 4   | 9   | 13  | 8   | —  | —  | —  | —  | —  |
| 2001–2002         | Utah Grizzlies        | AHL               | 5   | 3   | 1   | 4   | 6   | —  | —  | —  | —  | —  |
| 2001–2002         | Ottawa Senators       | NHL               | 13  | 5   | 3   | 8   | 0   | 12 | 0  | 3  | 3  | 0  |
| NHL Összesített   | NHL Összesített       | NHL Összesített   | 539 | 101 | 161 | 262 | 229 | 54 | 5  | 20 | 25 | 32 |
| AHL Összesített   | AHL Összesített       | AHL Összesített   | 183 | 98  | 140 | 238 | 232 | 24 | 15 | 13 | 28 | 26 |
| QMJHL Összesített | QMJHL Összesített     | QMJHL Összesített | 193 | 130 | 193 | 323 | 317 | 16 | 10 | 15 | 25 | 19 |

## Díjai
- QMJHL Második All-Star Csapat 1987
- President's-kupa: 1988
- AHL Első All-Star Csapat: 1989
- Stanley-kupa: 1993